# Lagoa Emboaba
Lagoa Emboaba é uma lagoa brasileira localizada no município de Osório, no estado do Rio Grande do Sul.